# Districtul Pha Khao
Pha Khao (în thailandeză ผาขาว) este un district (Amphoe) din provincia Loei, Thailanda, cu o populație de 40.047 de locuitori și o suprafață de 463,0 km².

## Componență
Districtul este subdivizat în 5 subdistricte (tambon), care sunt subdivizate în 64 de sate (muban).
| Nr. | Nume             | În thailandeză | Sate | Locuitori |  |
| --- | ---------------- | -------------- | ---- | --------- |  |
| 1.  | Pha Khao         | ผาขาว          | 12   | 6,405     |  |
| 2.  | Tha Chang Khlong | ท่าช้างคล้อง      | 14   | 10,458    |  |
| 3.  | Non Po Daeng     | โนนปอแดง       | 16   | 10,365    |  |
| 4.  | Non Pa Sang      | โนนป่าซาง       | 13   | 7,445     |  |
| 5.  | Ban Phoem        | บ้านเพิ่ม         | 9    | 5,374     |  |